# Парниковый эксперимент
«Парниковый экспериме́нт» (англ. The Steam Experiment) — художественный фильм в жанре триллера режиссёра Филиппа Мартинеса. Главные роли в фильме исполняют Вэл Килмер, Арманд Ассанте и Эрик Робертс.

## Сюжет
Сумасшедший учёный удерживает в городской турецкой бане шестерых человек и постепенно повышает температуру для того, чтобы доказать свою теорию о том, что по мере наступления глобального потепления человечество погрузится в хаос. Он сообщает полиции, что отпустит их, если местная газета напечатает его теорию на первой странице.

## В ролях
- Вэл Килмер — сумасшедший учёный, бывший профессор университета
- Арманд Ассанте — следователь, который пытается вести переговоры с учёным
- Эрик Робертс — один из заложников, бывший профессиональный футболист
- Меган Браун — одна из заложниц, бывшая актриса
- Патрик Малдун — один из заложников, медбрат
- Ева Мауро — одна из заложниц, официантка
- Куинн Даффи — один из заложников, ресторатор
- Корделия Рейнольдс — одна из заложниц, писательница

## Содержание
В редакцию газеты приходит человек, утверждающий, что он — учёный и запер шестерых людей, трёх мужчин и трёх женщин, в сауне. Сумасшедший учёный удерживает в городской турецкой бане шестерых специально подобранных одиноких человек (футболиста, бывшую актрису, медбрата, официантку, ресторанного критика и писателя), завлечённых туда с помощью созданной им же электронной службы знакомств и постепенно повышает температуру для того, чтобы доказать свою теорию о том, что по мере наступления глобального потепления человечество погрузится в хаос. Он сообщает главному редактору, а затем вызванному редактором детективу полиции, что отпустит их, если местная газета напечатает его теорию на первой странице с заглавием крупным шрифтом. По мере беседы с детективом он описывает подробности происходящего в запертой бане, которые в фильме показаны в виде чередующихся эпизодов. Люди в бане пытаются выбраться, сходят с ума и по одному убивают друг друга, при попытке высунуть голову через разбитое окно неизвестный извне убивает одну женщину из пневматического ружья, ещё одна женщина кончает с собой. В разговоре высказывается предположение, что в бане двое человек — сообщники сумасшедшего учёного. В конце остаётся два человека — мужчина и женщина. Тем временем детектив догадывается, что всё, описанное ученым, уже свершилось и люди давно мертвы. Параллельно детективу поступают сведения о том, что учёный действительно сумасшедший, который уже признавался во всех исторических убийствах, и за ним приезжают сотрудники психиатрической клиники. Детектив, вначале сомневающийся, что история о заложниках — выдумка, постепенно всё больше верит врачам и, наконец, отдаёт им учёного. Учёного привозят в клинику, где оказывается, что его лечащий врач — это и есть последний выживший, который восторгается экспериментом. В заключительных кадрах женщина (последняя из двоих выживших человек) совершенно обыденным тоном советует врачу убить сумасшедшего учёного и идти домой. Врач о чём-то думает, потом гасит настольную лампу.

## Съёмки
Съёмки фильма проходили в сентябре 2008 года в Гранд-Рапидс (Мичиган).